# Karol Meyer
Karoline Mariechen Meyer (Recife, 19 de outubro de 1968) é uma mergulhadora brasileira praticante de mergulho em apneia. É a recordista em número de recordes mundiais para o Brasil, em toda a história do esporte.
Especialista em provas de apneia (mergulho somente com o ar dos pulmões), Karol já mergulhava como lazer, porém somente a partir de 1996 aderiu ao mergulho competitivo.
Entre os recordes brasileiros, sul-americanos, continentais e mundiais de apnéia, em 2009 se tornou a mulher com o maior tempo de apneia no mundo, com 18 minutos e 32 segundos sem respirar, além de descer a 121 metros de profundidade, feito incluído também no Guinness World Records.
Em 2016 foi selecionada para compor a equipe feminina de ciclismo do Avai,obtendo no seu primeiro ano uma posição excelente no ranking nacional, 6o lugar Feminino elite pela Confederação Brasileira de Ciclismo.
Além de atleta, Karol é instrutora de mergulho e palestrante.

## Recordes mundiais
Em títulos mundiais, é a atleta com o maior número de recordes mundiais na história do país, em todas as modalidades esportivas, totalizando oito:
- 3 recordes mundiais na prova de apneia estática, com o tempo de 5'49, 6'02 , 6'13" , 7'18" (continental)
- 2 recordes mundiais na prova de profundidade No Limits Tandem, com 91m e 121m.
- 2 recordes mundiais na skandalopetra (profundidade, prova grega que remonta ao início do século XX).
- 1 recorde mundial para o Guinness Book de apneia estática com inalação prévia de oxigênio, no tempo de 18:32.59.[4]

## Outros prêmios
- 2 recordes continentais
- 30 recordes sul-americanos
- Guinness Book Record Holder - livro oficial 2011
- Bicampeã do prêmio OUTSIDER "melhor atleta de aventura" - revista GoOutside, 2006 - 2010
- Troféu Julio De Lamare - concedido pela Confederação Brasileira de Desportos Aquáticos - CBDA, 2008
- Prêmio Internacional Icare - "Best Female Freediver 2007", Icare Trophy
- Prêmio Internacional Icare - "Special" pela completa carreira no esporte
- Prêmio Internacional Icare - "Best Coach 2006" de mergulho livre
- Bicampeã do Prêmio Personalidade do Ano - revista Mergulho 2000 - 2001
- Destaque da página de esportes radicais do 1º Atlas do Esporte no Brasil - Ministério dos Esportes - Lamartine da Costa
- Primeira mergulhadora a tocar o naufrágio Corveta Ipiranga em Fernando de Noronha
- Primeira mergulhadora a descer no abismo de "Paredes" em Fernando de Noronha
- Recordista mundial na modalidade histórica "Skandalopetra"
- Atleta TOP 1O AIDA Internacional (13 anos)
- Troféu RankBrasil: "Maior número de títulos mundiais na história desportiva do Brasil"

## Vida pessoal
Filha de Carlos e Marli Meyer, a atleta nasceu em Recife e foi criada em Florianópolis, Santa Catarina, onde trabalha com atendimento ao público para a Caixa Econômica Federal.